# 蒂爾曼縣 (奧克拉荷馬州)
蒂爾曼县（英語：Tillman County）是美國奧克拉荷馬州西南部的一個縣，南鄰德克薩斯州。面積2,277平方公里。根據美國2000年人口普查，共有人口9,287人。縣治弗雷德里克 (Frederick)。
成立於1907年7月16日。縣名紀念南卡羅萊納州州長、聯邦參議員班傑明·賴恩·蒂爾曼。